# Elecciones provinciales de Salta de 1987
Las elecciones generales de la provincia de Salta de 1987 tuvieron lugar el 6 de septiembre del mencionado año, al mismo tiempo que las elecciones legislativas a nivel nacional. Se realizaron con el objetivo de elegir al Gobernador para el período 1987-1991, a los 60 escaños de la Cámara de Diputados y a 11 de los 23 escaños del Senado Provincial. Tras la reforma constitucional de 1985, se redujo considerablemente el número de diputados a menos de la mitad que antes, y se resolvió renovar la cámara baja provincial enteramente.
A pesar de la situación económicamente negativa bajo el gobierno de Roberto Romero, del Partido Justicialista (PJ), debido al descrédito del principal partido opositor, la Unión Cívica Radical (UCR), el candidato oficialista Hernán Hipólito Cornejo triunfó de nuevo ante dos oponentes contrapuestos con el 51.29% de los votos contra el 26.91% de la UCR. El exgobernador de facto durante la última dictadura militar, Roberto Ulloa, del Partido Renovador de Salta (PRS), obtuvo el 20.65%, creciendo considerablemente con respecto a las anteriores elecciones. En el plano legislativo, el PJ retuvo su mayoría absoluta en la Cámara de Diputados con 40 de las 60 bancas, contra 14 de la UCR y 6 del PRS. En el Senado Provincial, el PJ obtuvo todas las bancas en disputa, quedando con 19 de 23, contra 3 de la UCR y 1 del PRS.

## Resultados

### Gobernador y vicegobernador
| Fórmula                 | Fórmula                  | Partido               | Partido                     | Votos   | %     |
| Gobernador              | Vicegobernador           | Partido               | Partido                     | Votos   | %     |
| ----------------------- | ------------------------ | --------------------- | --------------------------- | ------- | ----- |
| Hernán Hipólito Cornejo | Pedro Máximo de los Ríos |                       | Frente Justicialista        | 178.723 | 51,29 |
| Alberto Espeche         |                          |                       | Unión Cívica Radical        | 93.782  | 26,91 |
| Roberto Ulloa           |                          |                       | Partido Renovador de Salta  | 71.955  | 20,65 |
|                         |                          |                       | Partido Intransigente       | 1.437   | 0,41  |
|                         |                          |                       | Partido Obrero              | 952     | 0,27  |
|                         |                          |                       | Frente Amplio de Liberación | 910     | 0,26  |
|                         |                          |                       | Partido de la Liberación    | 691     | 0,20  |
| Votos positivos         | Votos positivos          | Votos positivos       | Votos positivos             | 348.450 | 98,68 |
| Votos en blanco         | Votos en blanco          | Votos en blanco       | Votos en blanco             | 2.179   | 0,62  |
| Votos nulos             | Votos nulos              | Votos nulos           | Votos nulos                 | 1.914   | 0,54  |
| Diferencia de actas     | Diferencia de actas      | Diferencia de actas   | Diferencia de actas         | 563     | 0,16  |
| Participación           | Participación            | Participación         | Participación               | 353.106 | 80,10 |
| Electores registrados   | Electores registrados    | Electores registrados | Electores registrados       | 440.817 | 100   |
| Fuente:                 |                          |                       |                             |         |       |

### Cámara de Diputados
| ← 1985 · Cámara de Diputados · 1989 → | ← 1985 · Cámara de Diputados · 1989 →  | ← 1985 · Cámara de Diputados · 1989 → | ← 1985 · Cámara de Diputados · 1989 → | ← 1985 · Cámara de Diputados · 1989 → |
| Partido                               | Partido                                | Votos                                 | %                                     | Bancas                                |
| ------------------------------------- | -------------------------------------- | ------------------------------------- | ------------------------------------- | ------------------------------------- |
|                                       | Frente Justicialista                   | 175.447                               | 50,98                                 | 40/60                                 |
|                                       | Unión Cívica Radical                   | 92.169                                | 26,78                                 | 14/60                                 |
|                                       | Partido Renovador de Salta             | 70.045                                | 20,35                                 | 6/60                                  |
|                                       | Tres Banderas                          | 1.829                                 | 0,53                                  |                                       |
|                                       | Partido Intransigente                  | 1.681                                 | 0,49                                  |                                       |
|                                       | Movimiento de Integración y Desarrollo | 885                                   | 0,26                                  |                                       |
|                                       | Frente Amplio de Liberación            | 878                                   | 0,26                                  |                                       |
|                                       | Partido Obrero                         | 802                                   | 0,23                                  |                                       |
|                                       | Partido de la Liberación               | 409                                   | 0,12                                  |                                       |
| Votos positivos                       | Votos positivos                        | 344.145                               | 97,46                                 |                                       |
| Votos en blanco                       | Votos en blanco                        | 2.179                                 | 0,62                                  |                                       |
| Votos nulos                           | Votos nulos                            | 1.914                                 | 0,54                                  |                                       |
| Diferencia de actas                   | Diferencia de actas                    | 4.868                                 | 1,38                                  |                                       |
| Participación                         | Participación                          | 353.106                               | 80,10                                 |                                       |
| Electores registrados                 | Electores registrados                  | 440.817                               | 100                                   |                                       |
| Fuente:                               |                                        |                                       |                                       |                                       |

### Cámara de Senadores
| ← 1985 · Cámara de Senadores · 1989 → | ← 1985 · Cámara de Senadores · 1989 →  | ← 1985 · Cámara de Senadores · 1989 → | ← 1985 · Cámara de Senadores · 1989 → | ← 1985 · Cámara de Senadores · 1989 → |
| Partido                               | Partido                                | Votos                                 | %                                     | Bancas                                |
| ------------------------------------- | -------------------------------------- | ------------------------------------- | ------------------------------------- | ------------------------------------- |
|                                       | Frente Justicialista                   | 77.216                                | 53,96                                 | 11/11                                 |
|                                       | Unión Cívica Radical                   | 41.624                                | 29,09                                 |                                       |
|                                       | Partido Renovador de Salta             | 21.371                                | 14,94                                 |                                       |
|                                       | Tres Banderas                          | 1.005                                 | 0,70                                  |                                       |
|                                       | Movimiento de Integración y Desarrollo | 943                                   | 0,66                                  |                                       |
|                                       | Partido Intransigente                  | 498                                   | 0,35                                  |                                       |
|                                       | Frente Amplio de Liberación            | 268                                   | 0,19                                  |                                       |
|                                       | Partido Obrero                         | 165                                   | 0,12                                  |                                       |
| Votos positivos                       | Votos positivos                        | 143.090                               | 97,21                                 |                                       |
| Votos en blanco                       | Votos en blanco                        | 959                                   | 0,65                                  |                                       |
| Votos nulos                           | Votos nulos                            | 698                                   | 0,47                                  |                                       |
| Diferencia de actas                   | Diferencia de actas                    | 2.451                                 | 1,67                                  |                                       |
| Total                                 | Total                                  | 147.198                               | 100                                   |                                       |
| Fuente:                               |                                        |                                       |                                       |                                       |